# Эрмисту (озеро)
Э́рмисту (эст. Ermistu järv; устар. Гермесъ, Хермесъ, Эрмисту-ярв) — озеро в юго-западной Эстонии, административно относится к деревне Эрмисту в волости Тыстамаа уезда Пярнумаа.

## Расположение
На восточном берегу озера расположена деревня Эрмисту, на южном — посёлок Тыстамаа.
Акватория водоема входит в состав охраняемой государством природной территории Тыхела-Эрмисту (эст. Tõhela-Ermistu hoiuala).

## Описание
Общая площадь озера составляет 454,3 га (9-е место среди крупнейших озёр в Эстонии), площадь водной поверхности — 449,5 га, площадь 14 островков на озере — 4,8 га. Длина водоема — 4070 м, ширина — 1750 м. Наибольшая глубина — 2,9 м, средняя глубина — 1,3 м. Длина береговой линии — 21 779 м. Площадь водосбора — 32,3 км². Обмен воды происходит 2 раза в год.
Эрмисту — озеро с умеренно твердой стратифицированной водой (тип 2 согласно ВРД). За лимнологическую типологию, принятую в Эстонии, озеро сапрофитное.
Берега озера низкие, немного расчленены, илистые или торфяные. Восточный берег в некоторых местах песчаный. Дно озера на восточном побережье песчаное, в северной части — скалистый, в центральной — глинистый, в других местах — илистое (в юго-западной части толща слоя грязи достигает 12 м). В озере насчитывается около 6 млн м³ сапропеля (удобрения и лечебная грязь). Глубина озера увеличивается постепенно. Самыми глубокими частями водоема есть западная и восточная. На озере образовались многочисленные торфяные островки. В северной части Эрмисту лежит небольшой Каменный остров (Kivissaar). Из южной оконечности озера вытекает река Тыстамаа (Tõstama jõgi).
Вода в озере меняет цвет от жёлтого до зеленовато-желтый, прозрачность — 0,8—2,5 м. Летом вода нагревается и хорошо смешивается, зимой может быть дефицит кислорода.
Озеро богато рыбой: лещ, щука, окунь, плотва, густера, линь, карась, угорь, язь, ёрш. Эрмисту является местом обитания многих видов птиц, к которым относятся, в частности, речная крачка, кряква, чирок-свистунок, хохлатая чернеть, большой крохаль и средний, лебедь-шипун.
На озере охраняется место постоянного проживания беркута.